# Jonas Kondrotas
Jonas Kondrotas (ur. 15 sierpnia 1943 w Perugulbina, zm. 28 stycznia 2022) – litewski polityk. Poseł na Sejm Republiki Litewskiej.
W 1971 uzyskał dyplom agronoma na Wydziale Agronomii na Uniwersytecie Aleksandrasa Stulginskisa.
W latach 1964–1978 był głównym agronomem w gospodarstwie Labunava w Kiejdanach. W 1978 został zastępcą kierownika w Okręgowym Zarządzie Rolnictwa Kiejdany. Od 1985 do 1990 był zastępcą szefa w Stowarzyszeniu rolno-przemysłowym w Kiejdanach. 1993-1994 był dyrektorem generalnym w spółce w Kiejdanach. Następnie od 1994 do 2004 roku był dyrektorem generalnym w Przedsiębiorstwie publicznym "Kedainiu Grudai". Od 2004 do 2006 roku obejmował stanowisko Wiceministra do spraw rolnictwa Republiki Litewskiej. Natomiast w latach 2006-2008 był doradcą szefa w Litewskim Inspektoracie Ochrony Weterynarii.
W 2012 przyjął propozycję kandydowania do Sejmu z ramienia Partii Pracy (Litwa) W wyborach w 2012 uzyskał mandat posła na Sejm Republiki Litewskiej.